# Kirchenkreis Holzminden-Bodenwerder
Der Kirchenkreis Holzminden-Bodenwerder ist ein Kirchenkreis in Südniedersachsen. Er liegt am südwestlichen Rand der Evangelisch-lutherischen Landeskirche Hannovers und gehört dort zum Sprengel Hildesheim-Göttingen. Entstanden ist er im Jahr 1999 durch die Zusammenlegung der Kirchenkreise Holzminden und Bodenwerder. Seine Fläche entspricht weitgehend der des Landkreises Holzminden.
Leiterin ist Superintendentin Christiane Nadjé-Wirth. Durch das Gebiet dieses Kirchenkreises führt eine Strecke des Pilgerweges Loccum–Volkenroda.

## Gemeinden
Pfarramt Bevern:
- Bevern (Kirche St. Johannis)
- Lobach

Pfarramt Bodenwerder-Kemnade:
- Bodenwerder (Stadtkirche St. Nicolai)
- Kemnade (Klosterkirche Kemnade)

Pfarramt Hehlen-Hohe:
- Hehlen (Immanuelkirche)
- Hohe
- Pegestorf
- Grave

Pfarramt Boffzen:
- Boffzen (Erlöserkirche)

Pfarramt Deensen-Arholzen:
- Arholzen
- Deensen (St.-Nicolai-Kirche)
- Schorborn
- Heinade

Pfarramt Eschershausen:
- Eschershausen (Kirche St. Martin)
- Dielmissen
- Holzen
- Lüerdissen
- Scharfoldendorf
- Vorwohle

Pfarramt Solling-Weser:
- Fürstenberg (Christuskirche)
- Derental (Kirche St. Markus)
- Meinbrexen (Kirche St. Johannes der Täufer)

Pfarramt Amelungsborn:
- Kloster Amelungsborn
- Golmbach (Kirche St. Gangolf)
- Negenborn
- Lütgenade
- Reileifzen

Pfarramt Halle-Heyen:
- Halle (Kirche St. Petri)
- Dohnsen
- Heyen
- Linse
- Tuchtfeld

Stadtgemeinden Holzminden:
- Lutherkirche (Holzminden)
- St. Michaelis Holzminden
- St. Pauli (Holzminden)
- Mühlenberg
- St. Thomas Holzminden

Pfarramt Kirchbrak:
- Kirchbrak
- Hunzen

Pfarramt Lauenförde:
- Lauenförde (Kirche St. Markus)

Pfarramt Neuhaus:
- Neuhaus im Solling (Christuskirche)
- Silberborn (Kirche St. Markus)

Pfarramt Ottenstein-Lichtenhagen:
- Ottenstein (Hattenser Kirche)
- Lichtenhagen
- Glesse
- Vahlbruch

Pfarramt Polle:
- Brevörde (Kirche St. Urban)
- Heinsen (Kirche St. Liborius)
- Polle (Kirche St. Georg)

Pfarramt Stadtoldendorf:
- Stadtoldendorf (Dionyskirche)
- Braak

Pfarramt Wangelnstedt:
- Wangelnstedt
- Lenne

## Leitung und Verwaltung
Kirchenkreisvorstand und Superintendent werden von der Synode, dem „Kirchenkreistag“, gewählt, der auch den Haushaltsplan aufstellt sowie Grundsätze der Arbeit festlegt. Die Verwaltung erfolgt durch das Kirchenkreisamt. Seit 2017 wird mit dem Kirchenkreis Hameln-Pyrmont ein gemeinsames Kirchenkreisamt in Hameln unterhalten.